# Niżnij Ańgoboj
Niżnij Ańgoboj (ros. Нижний Аньгобой) – wieś w Rosji, w rejonie czerepowieckim obwodu wołogodzkiego. W 2010 liczyła 7 mieszkańców.